# Златоустовская операция
Златоустовская операция — наступательная операция 5-й армии Восточного фронта РККА против сил Восточного фронта Русской армии, проходившая в июне — июле 1919 года. Составная часть контрнаступления Восточного фронта.

## Планирование и ход операции
Наступление Красной армии началось 24 июня после окончания успешной для неё Уфимской операции. 24—25 июня 26-я и 27-я стрелковые дивизии красных форсировали реку Уфа. 27-я дивизия стала с боями продвигаться по Бирскому тракту. 26-я дивизия без боёв наступала по долине реки Юрюзань и 2 июля вышла к позиции белых у села Насибаш, где развернулись ожесточённые встречные бои. Как оказалось, в этом районе завершал переформирование корпус генерала Войцеховского, что осталось незамеченным разведкой красных. Белые практически окружили 26-ю дивизию, но 5 июля с севера к Насибашу подошла 27-я дивизия красных, и после трёхдневных боёв войска белых с большими потерями были отброшены на рубеж Куса — Бердяуш — Сатка. В это же время к указанному рубежу подошла с юга 24-я стрелковая дивизия, до этого взявшая Белорецкий и Тирлянский заводы, а также (с севера) 35-я стрелковая дивизия. Совместными ударами 10—12 июля они прорвали оборону белых и 13 июля заняли Златоуст.
Благодаря успешно проведённой операции РККА заняла важнейшие горнопромышленные центры Южного Урала и получила возможность дальнейшего наступления на восток (Челябинская операция).